# 시지스몬도 판돌포 말라테스타

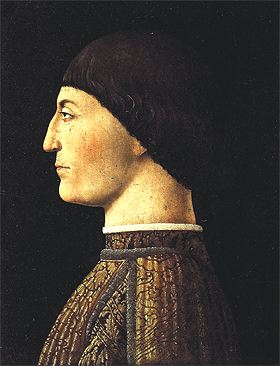
피에로 델라 프란체스카가 그린 초상화.

시지스몬도 판돌포 말라테스타(Sigismondo Pandolfo Malatesta, 1417년 6월 19일 – 1468년 10월 7일)는 리미니의 늑대라고 잘 알려진 이탈리아의 콘도티에로이자 말라테스타 가문 출신의 귀족이며, 1432년부터 리미니, 파노, 체세나의 군주이다. 그는 동시대 인물들로부터 이탈리아에서 가장 위험한 군사 지도자 중 한 명으로 손 꼽히는 이 중 한 명이였으며, 1465년 오스만 제국과의 전쟁에서 베네치아 군을 이끌었다. 그는 또한 시인이였으며 예술의 후원자이기도 하였다.

## 생애
시지스몬도는 판돌포 3세 말라테스타와 안토니아 다 바리냐니(Antonia da Barignani) 사이에서 태어난 아들 두 명 중 첫 째로, 이탈리아 북부 브레시아에서 태어났다. 그의 동생 말라테스타 노벨로는 1418년 8월 5일 브레시아에서 태어났다. 1411년에 태어난 배다른 형제인 갈레오토 로베르토 말라테스타(또한 사생아)는 판돌포 3세와 알레그라 데 모리(Allegra de' Mori) 사이에 태어난 자식이다.
가문의 전통에 따라, 시지스몬도는 그의 아버지가 사망한 후 13살 때 리미니, 체세나의 합병을 노리던 그의 친척인 페사로의 군주인 카를로 2세 말라테스타와 교황 마르티노 5세를 상대로 군인으로 데뷔했다. 그가 승리를 거둔 후, 시지스몬도는 그의 형제 갈레오토 로베르토와 도메니코가 지녔던 도시들의 교황 대리 작위를 차지했다. 1431년에는 형편없는 군대를 지녔음에도, 페사로의 말라테스타 친척의 침입을 격퇴시켜냈다. 곧 나중에 자리에서 물러난 그의 형제로 인하여, 그는 15세의 나이에 리미니의 군주가 되었다.

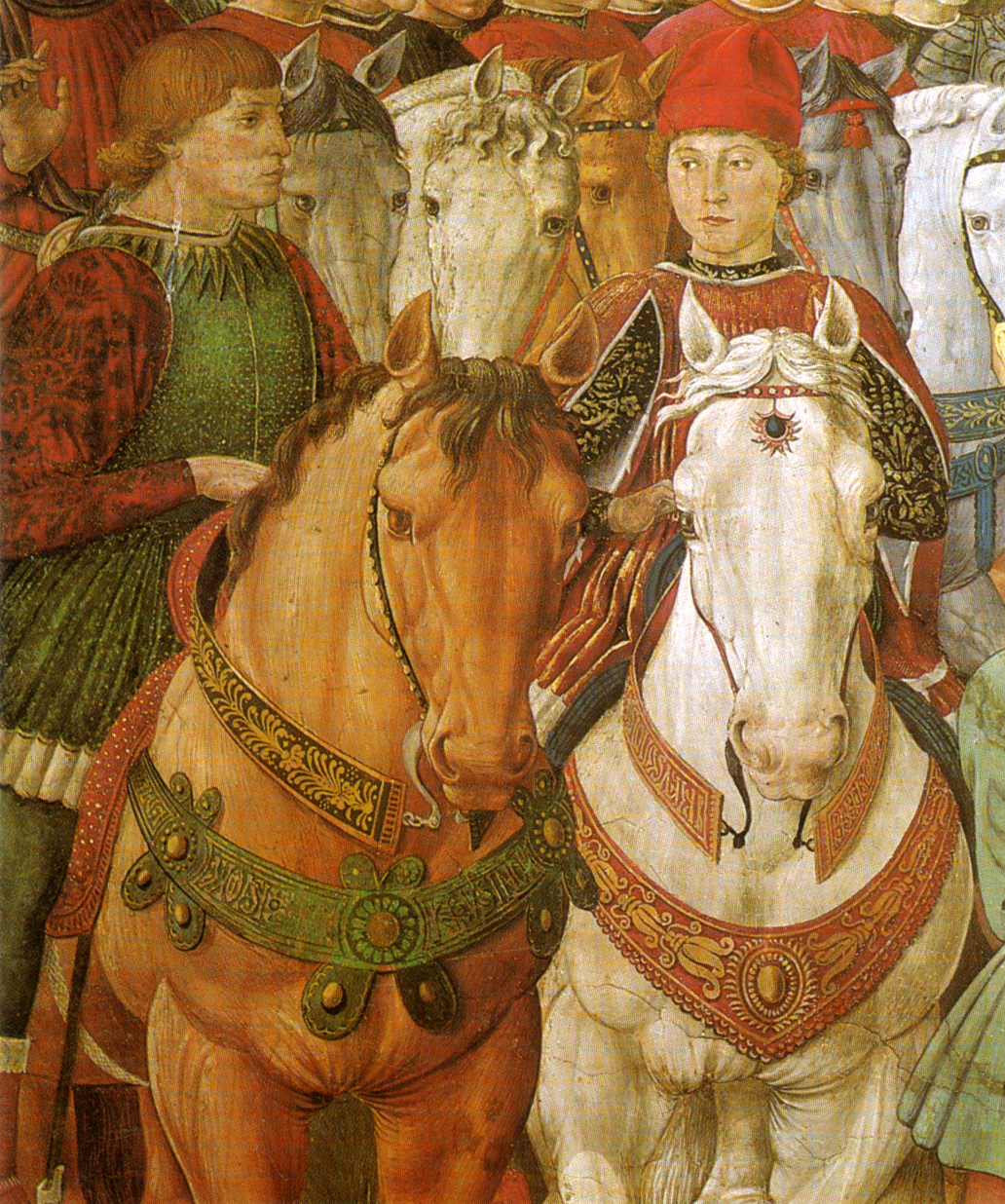
갈레아초 마리아 스포르차와 함께 있는 프레스코(시지스몬도는 왼쪽, 베노초 고촐리 작품.)

1432년에 그는 교황군 사령관직을 받아들여, 스페인 출신 콘도티에로 산테 키릴로(Sante Cirillo)를 격퇴시키고 포를리(1435–36)를 점령하려던 안토니오 1세 오르델라피의 시도를 좌절시켰다. 하지만 다음 해 시지스몬도는 교황령 도시 체르비아를 차지하여, 파문을 당한지만, 곧 사면을 받고 교황군 사령관이 된다. 이후 그는 로마냐와 마르케에서 프란체스코 스포르차와 나란히 싸웠다. 그 동안에 그는 니콜로 3세와 그의 둘째 부인이자 파리시나 말라테스타 사이에서 태어난 딸이자 시지스몬도의 조카딸인 지네브라 데스테와 혼인했다. 1440년 10월 12일에 그녀가 사망하였고, 시지스몬도가 그녀를 독살했다는 소문이 퍼졌다. 2년 뒤 그는 프란체스코 스포르차의 사생아인 폴리세나 스포르차와 혼인한다. 그들 사이에서 1442년에 태어나 채 몇 달을 살지 못하고 죽은 아들 갈레오토와 1444년에 태어나 나중에 결혼으로 카메리노 공작부인이 되는 조반나 둘을 낳았다. 이 시기에 니콜로 피치니노와 몇 차례 겨뤘었는데, 처음은 1437년에 베네치아 사령관 시절에 그는 칼치나라 술롤리오에서 패배했었다. 이후에 피치니노, 페데리코 3세 다 몬테펠트로와 말라테스타 노벨로가 이끄는 교황군으로부터 그의 영지를 방어하는 동안에 그는 몬텔루로(Monteluro)에서 그들을 격퇴시켜냈고, 나중에 페데리코의 군대에 완패하지만 페사로의 영토 일부를 획득했다.
그는 스포르차에게 두 번이나 배신을 당하였고, 그는 또한 니콜로 피치니노를 상대로 만들어진 일시적 동맹을에서 배신을 당하였다. 스포르차를 향한 적대감이 그의 장인이 카를로 말라테스타에게서 페사로의 주권을 구매했을 때 진정한 증오로 바뀌었다. 그리하여 시지스몬도는 밀라노 공작을 상대로 교황 에우제니오 4세와 동맹을 맺었다. 나중에 그는 알폰소 5세 데 아라곤에게 고용되었지만, 곧 후에 알폰소에게 콘도타로서 받은 돈을 그를 상대로 싸우는 피렌체에 복무하는데 사용한다. 1445년에 그는 토스카나에 피옴비노 공성전을 벌이는데 강제로 동원된다.
1449년 그의 둘째 부인 폴리세나가 원인 모를 상황에 사망하고 말았다. 스포르차는 시지스몬도가 하인을 시켜 그녀를 익사시켰다고 주장하였지만, 이는 미확인으로 남아있다. 그의 두 번째 결혼 생활을 하는 도중에, 그는 여러 하녀들을 두었는데, 1441년에 그의 아이 로베르토를 가진 바네타 데이 토스키와 조반니(Giovanni, 유아 때 사망), 마르게리타(Margherita, 이후 카를로 디 포르테브라초[Carlo di Fortebraccio]의 아내), 살루스티오(Sallustio), 나중에 카스틸리오네델레스티비에레의 군주인 로돌포 곤차가의 첫째 부인인 안토니아(Antonia, 안나[Anna]라고도 알려진)를 낳은 이소타 델리 아티 두 명 뿐이다.
1449년 이후에 말라테스타가 베네치아, 피렌체, 시에나, 나폴리, 스포르차 등 여러 군데에서 복무를 하였다. 그가 제외된 로디 조약 (1454년)은 그를 상대로 주요 이탈리아 세력들이 압력을 주었다. 그의 영토는 끊임없이 아라곤과 베네치아, 교황청으로부터 침략을 받았다. 1456년에 시지스몬도는 오랜 기간 그의 하녀였던 이소타 델리 아티와 혼인을 하였으며, 그들 사이에 태어난 자식 3명을 적출로 만들었고, 그 중 아들 살루스티오를 그의 후계자로 선언하였다. 1460년 12월 25일 유명 재판 in absentia가 시지스몬도를 상대로 로마에서 열렸다. 우르비노 공작 페데리코 다 몬테펠트로와 오랜 원수 관계로부터 발생하여 시에나를 배신한 근거로 그에게 유죄를 고려하던 교황 비오 2세는 그가 이단이자 수 세기 간 그의 명성을 얼룩지게한 여러 죄악들을(그의 자식 로베르토와 다른 이들을 상대로 근친상간, 남색을 벌이는등) 일으켰다고 선포하며, 그를 파문하였다. 특이한 의식에서 그는 "그 이전 어떠한 인간도 지옥으로 떨어질 것이라는 의식을 받으이는 없었다. 시지스몬도는 이런 훌륭한 영광을 최초로 여길 것이다."라는 저주와 함께 지옥으로 떨어질 것이라는 공표를 받았다. 미술 비평가이자 역사가인 로버트 휴즈(Robert Hughes)는 시지스몬드의 예술 후원의 관한 내용과 "그는 교황의 밀사인 50세의 파노 주교를 묶어, 리미니 주 광장에서 갈채를 주는 그의 군대 앞에 공개적으로 그를 항문 성교를 하는등", 파문과 대조를 보인다고 하였다.
말라테스타의 그림이 로마에서 공개적으로 불태워졌으며, 사실상 그를 상대로 교황과 나폴리 국왕, 밀라노 공작, 페데리코 다 몬테펠트로가 동맹으로 참여한 성전이 선포되었다. 그는 1461년 7월 2일 카스텔레오네디수아사에서 나폴레오네 오르시니가 이끄는 교황군의 1차 파견대를 물리쳤다. 1462년 그는 세니갈리아를 차지 할 수 있었지만, 페데리코 다 몬테펠트로가 도착한 후, 파노로 퇴각할 수 밖에 없었다. 그는 체세나의 진입로인 세네갈리아 인근에서 1462년 8월 12일에 그에게 몇 차례 패배하였다. 전쟁은 베네치아가 개입하면서 막을 내리게 되었고, 시지스몬도는 리미니와 그 주변 8km를 제외한 모든 영토를 상실하게 되었다. 하지만 조약 체결은 그가 사망하고 교황령에서 이뤄졌다. 그는 오스만을 상대로 하는 전쟁의 펠로폰네소스 야전 사령관으로 있게되며, 베네치아의 사령관으로 임명되는 엄청난 행운이 생겼다. 베네치아는 그의 부재 기간 동안에 리미니와 그의 영토를 보호하도록 150명의 파견대를 보내주었다.
이 상황을 반전시키려던 시도로, 시지스몬도는 1468년 교황 비오 2세의 후임자인 교황 바오로 2세(리미니 대신 스폴레토와 카메리노를 교환하자고 요청했던)를 제거하려 했지만, 그는 용기를 잃고 리미니로 돌아왔다. 그는 몇 달후 카스텔 시지스몬도에서 사망한다.
그의 자리는 아내 이소타의 섭정 1년을 거쳐 적자인 살루스티오가 이어받았다. 사생아인 로베르토도 콘도티에로로서 훈련을 받아, 리미니를 잠시 통치했었다.

## 예술 후원과 명성

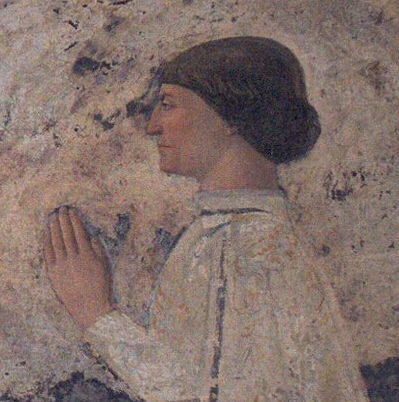
피에로 델라 프란체스카가 그린 시지스몬도 말라테스타 프레스코화.

사령관으로서 시지스몬도의 능력과 용기는 동시대인들을 통해 널리 알려져있다. 가톨릭 백과사전에 따르면
</ref>
어린 시절부터 그는 뛰어나고 대담한 군인이였으며, 그가 살아있는 동안에 거의 이탈리아 제일의 사령관으로 여겨졌다
그는 신앙심 깊은 인물은 아니였지만, 리미니에 레온 바티스타 알베르티가 디자인하고, 아고스티노 디 두초, 피에로 델라 프란체스카 등의 예술가들이 참여해 장식한 산 프란체스코라고도 불리는 템피오 말라테스티아노는 그의 사랑하는 셋 째 아내이자 연인이였던 이소타 델리 아티를 기념해 지어졌다. 이는 구조에 로만 개선문을 처음으로 사용한 교회로서, 획기적인 르네상스 건축물이다. 시지스몬도는 또한 그의 로마냐 영토에 여러 요새들을 구축하기도 하였다.
말라테스타의 평판은 동시대의 연대기에서 그를 폭군이자 바람둥, 더 뒤져보면 "강간, 비역, 근친등"이라고 묘사하고 있음에도, 교황 비오 2세의 인식에 크게 배경으로 하고 있다. 이탈리아 르네상스 역사가 프란체스코 구이차르디니는 그를 "모든 평화의 적"이라고 정의내렸다. 그의 행위와 정치적 움직임은 폭력, 음모, 이탈리아 르네상스 특유의 교묘함의 전형적 행동으로 모두 특정지어졌지만, 시지스몬도는 그의 죄악들을 잘 알고있었으며, 이소타를 향한 사랑 소네트들로서 죄들을 해명하려 하였다.
1906년 에드워드 허턴은 거의 그를 동정어린 시선으로 쓴 역사 소설 《시지스몬도 말라테스타》를 출판하였다. 이는 약간의 수정을 하여 1926년에 《리미니의 마스티프》라는 제목으로 재판되었다.
허턴의 소설과 샤를 에밀 이리아르테의 《Un condottiere au XV Siècle》(1882)는 1923년에 첫 출판된 미국 시인 에즈라 파운드의 말라테스타 캔토스(캔토스 8-11)의 주 자료이기도 하다. 이것들은 군인, 연인, 후원가로서 말라테스타의 인생을 찬양하는 단편적 설명을 하고 있다.

## 같이 보기
- 말라테스타 가문
- 리미니
- 프란체스카 스포르차
- 베네치아 공화국
- 카스텔 시지스몬도
- 시지스몬도 판돌포 말라테스타의 초상화